# Тулія
Тулі́я — село в Україні, у Любецькій селищній громаді Чернігівського районі Чернігівської області. Населення становить 12 осіб.

## Історія
22 лютого 2017 року Любецька селищна рада, в ході децентралізації, об'єднана з іншими радами у Любецьку селищну громаду.
12 червня 2020 року, відповідно до розпорядження Кабінету Міністрів України № 730-р «Про визначення адміністративних центрів та затвердження територій територіальних громад Чернігівської області», увійшло до складу Любецької селищної громади.
19 липня 2020 року, в результаті адміністративно-територіальної реформи та ліквідації Ріпкинського району, село увійшло до складу Чернігівського району.